# Fenfläcksrasbora
Fenfläcksrasbora (Brevibora dorsiocellata) är en fiskart som först beskrevs av Georg Duncker 1904.  Fenfläcksrasbora ingår i släktet Brevibora och familjen karpfiskar. Inga underarter finns listade i Catalogue of Life.